# Zofia Ostaszewska
Zofia Ostaszewska, z domu Jędrzejowska (ur. 8 kwietnia 1911 Krakowie, zm. 7 lipca 1987 w Warszawie) – polska tenisistka, siostra Jadwigi Jędrzejowskiej.

## Życiorys

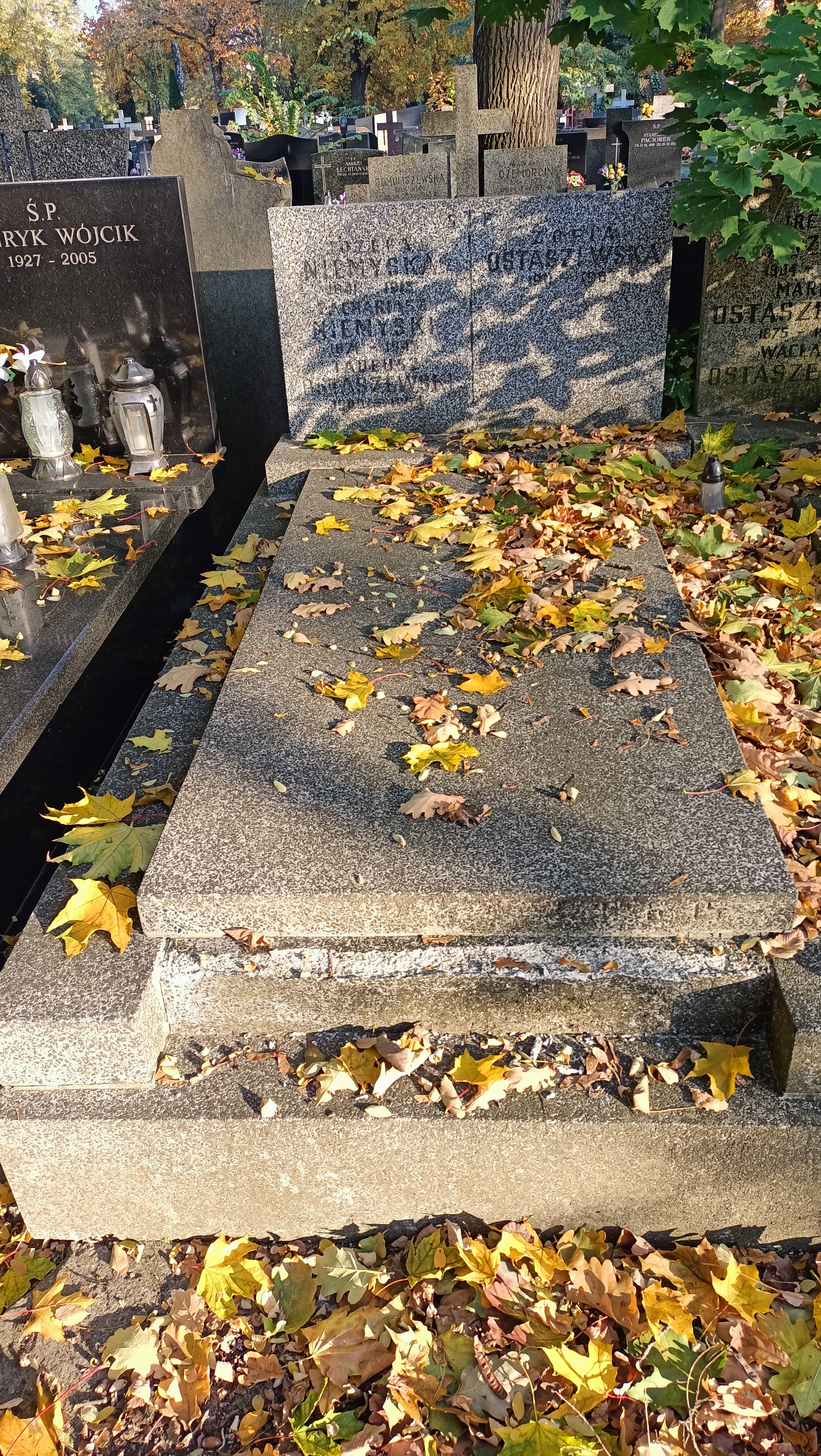
Grób Zofii Ostaszewskiej na Cmentarzu Bródnowskim.

Urodziła się w Krakowie w rodzinie Agnieszki i Marcina. W latach przedwojennych razem z siostrą uprawiała tenis. Była medalistką narodowych mistrzostw Polski w grze pojedynczej, podwójnej i mieszanej oraz międzynarodowych mistrzostw Polski w grze podwójnej. W 1937 roku została mistrzynią kraju w deblu w parze z Marią Rudowską, a w 1939 roku wygrała tę rywalizację razem z siostrą Jadwigą.
Podczas okupacji zaangażowała się działalność konspiracyjną prowadzoną w gospodzie „Pod Kogutem” przy ul Jasnej, którą prowadziła wspólnie między innymi z Januszem Kusocińskim, Marią Kwaśniewską, siostrą Jadwigą Jędrzejowską i Ignacym Tłoczyńskim. Pochowana na cmentarzu Bródnowskim w Warszawie (kwatera 27F-6-15).